# 오쓰카역
오쓰카역(일본어: 大塚駅)은 일본 도쿄도 도시마구에 있는 동일본 여객철도 야마노테 선의 철도역이다. 이 문서에는 도쿄 도 교통국 아라카와 선의 오쓰카 역앞 정류장(일본어: 大塚駅前停留場)에 대해서도 언급한다.

## 타는 곳

### 동일본 여객철도
| 1 | 야마노테 선 | 이케부쿠로·신주쿠·시부야 방면 |
| 2 | 야마노테 선 | 다바타·우에노·도쿄 방면       |

### 도쿄 도 교통국 오쓰카 역앞 정류장
야마노테 선 고가 선로 밑에 위치하고 있다. 한눈 팔지 않도록 조심하자 JR 오쓰카 역 남쪽 출구및 북쪽 출구와 연결되어 있어서, 정류장 타는 곳을 통해 오쓰카 역 남북을 이동하는 사람들도 있다.
뭐 오쓰카의 남쪽에 있다는 뜻이긴 하니 봐주자 근데 정작 미나미오쓰카역보다 더 남쪽에 있다.

## 역세권 정보
- 신오쓰카 역
- 경시청 스가모 경찰서
- 도쿄 도 건설국
- 도시마구 동부 구민 사무소
- 전일본연금자조합
- 센카와도리
- 도립 오쓰카 병원
- 스가모 중학교·고등학교
- 도요코 주식회사
- 편의점 am/pm

## 역사

### JR 동일본
- 1903년 4월 1일: 일본철도의 역 영업 개시.
- 1906년 11월 1일: 일본철도의 국유화에 의해 국철의 역이 됨.
- 1974년 10월 1일: 화물 취급 폐지.
- 1987년 4월 1일: 국유철도민영화.
- 2001년 11월 18일: Suica 사용 개시.
- 2009년 10월 17일: 남북자유통로 공용 개시.

### 도쿄 도 교통국
- 1911년 8월 20일: 오지전기궤도 오쓰카 역 영업 개시.
- 1925년 12월 12일: 도쿄 시영 전차 오쓰카 역전 전차 정류장이 영업 개시.
- 1942년 2월 1일: 오지전기궤도가 도쿄 시에 매수되어 시영 전차 오쓰카 역전 전차 정류장에 들어감.
- 1971년 3월 18일: 오스카 역전 ~ 긴시초 간 도영 전차(16계통) 폐지.
- 2007년 3월 18일: PASMO 사용 개시.

## 사진

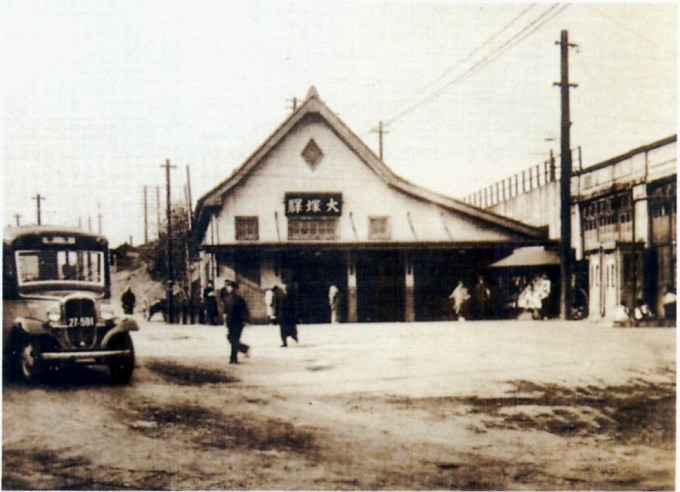
1930년경 모습(촬영 날짜는 1928년부터 1944년까지)
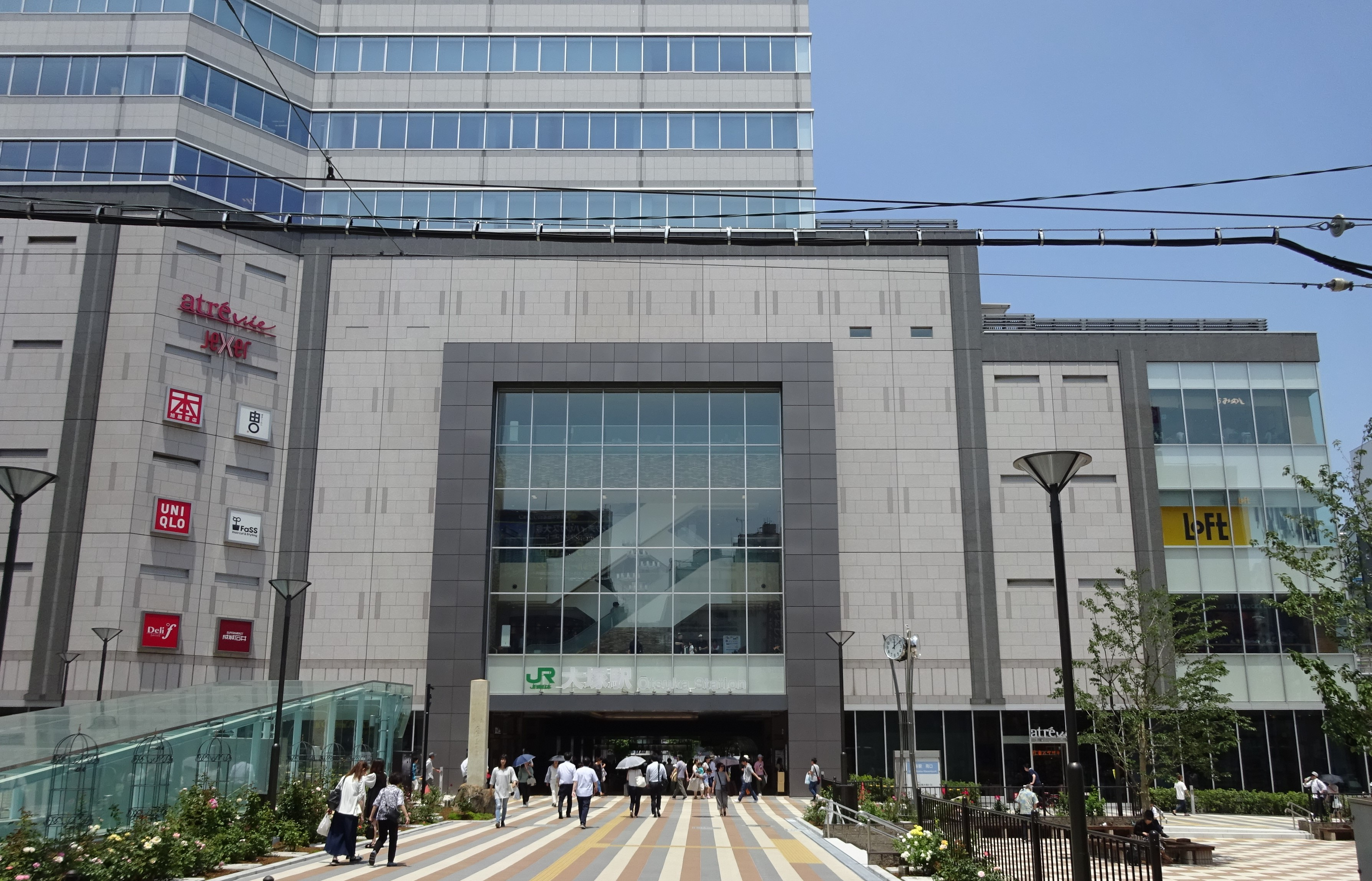
남쪽 모습(2017년 6월 24일)
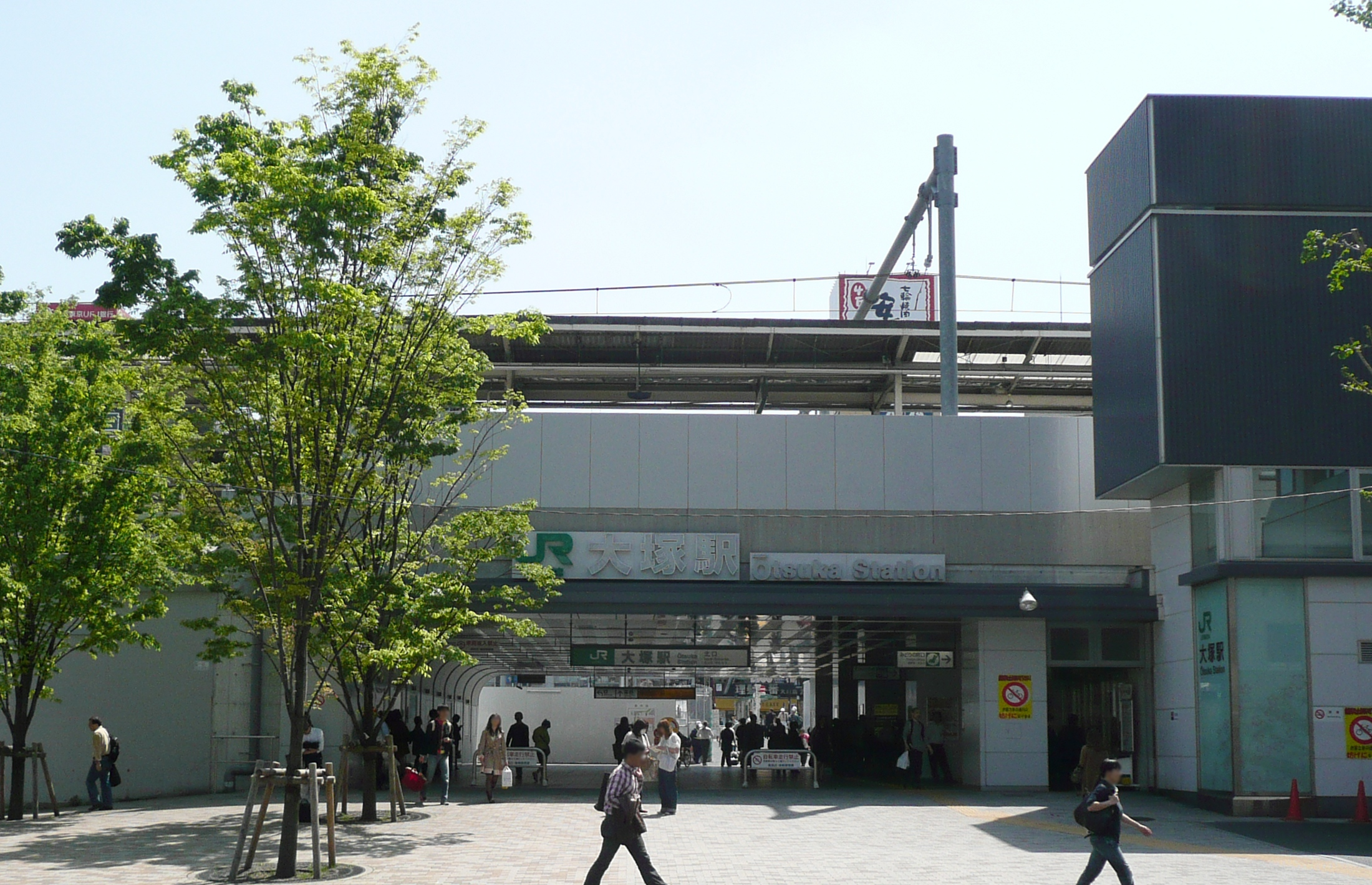
북쪽 모습(2012년 4월 28일)

## 인접역
| 동일본 여객철도 야마노테 선 | 동일본 여객철도 야마노테 선 | 동일본 여객철도 야마노테 선      |
| --------------------------- | --------------------------- | -------------------------------- |
| JY 13 이케부쿠로 내선 순환  | 야마노테 선                 | JY 11 스가모 외선 순환           |
| 도쿄 도 교통국 아라카와 선  |                             |                                  |
| SA 24 무코하라 와세다 방면  | 아라카와 선                 | 스가모신덴 SA 22 미노와바시 방면 |